# Thomas Schnalke

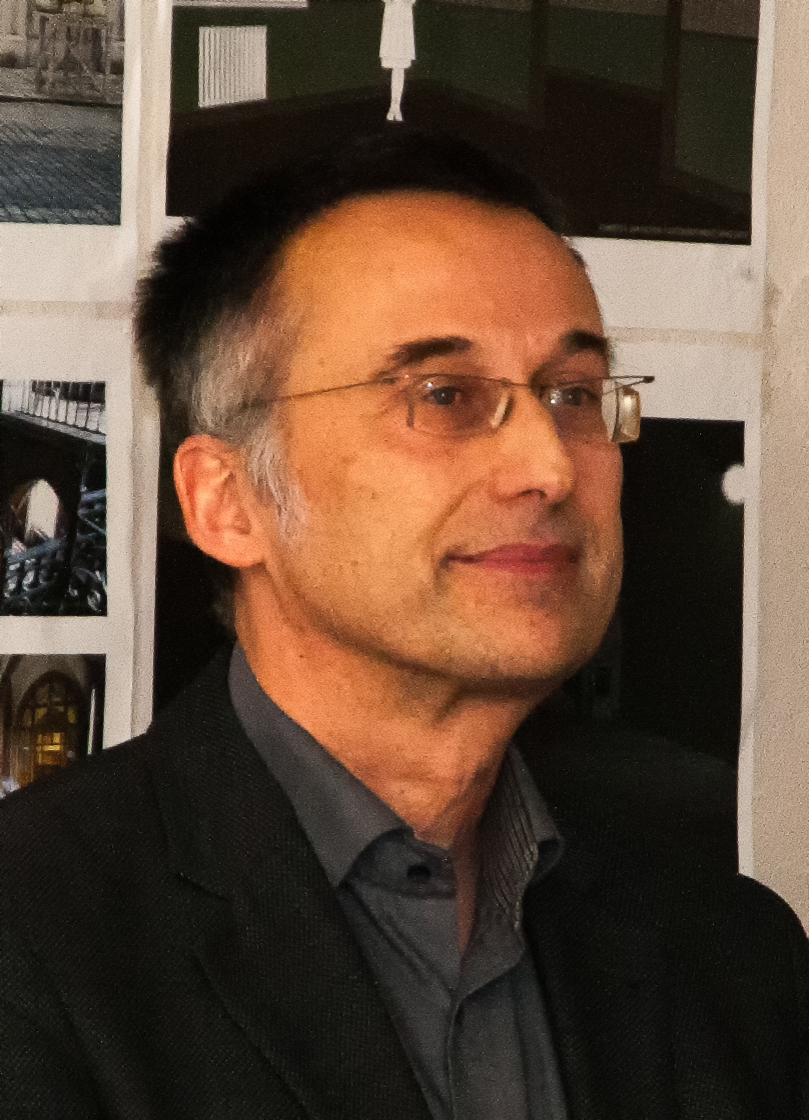
Thomas Schnalke (2018)

Thomas Schnalke (* 16. Februar 1958 in Ludwigshafen am Rhein) ist ein deutscher Medizinhistoriker, Hochschullehrer und war Leiter des Berliner Medizinhistorischen Museums.

## Beruflicher Werdegang
Thomas Schnalke studierte Medizin in Würzburg und Marburg. 1985 folgte das medizinische Staatsexamen und 1987 die Promotion. Seit 1988 war er als wissenschaftlicher Assistent am Institut für Geschichte der Medizin der Universität Erlangen-Nürnberg tätig. 1993 habilitierte er sich in Geschichte der Medizin.
Im Jahr 2000 wurde er auf die Professur für Geschichte der Medizin und Medizinische Museologie an der Medizinischen Fakultät Charité der Humboldt-Universität zu Berlin berufen und hatte diese bis zu seinem Ruhestand 2024 inne. Diese Professur ist mit der Leitung des Berliner Medizinhistorischen Museums verbunden.
Schnalke konzipierte federführend die Dauerausstellung dieses Museums zur Entwicklung der modernen Medizin seit dem frühen 18. Jahrhundert. Darüber hinaus realisiert er ein Sonderausstellungsprogramm, welches neben medizinischen und medizinhistorischen Inhalten einen Fokus auch auf Grenzbereiche zwischen Wissenschaft und Kunst legt. Daneben ist er Autor und Herausgeber zahlreicher Publikationen.

## Rückgabe von Schädeln an Namibia
2011 geriet die Charité zwischen die Fronten eines politischen Interessenkonfliktes zwischen Deutschland und Namibia. Im Rahmen der feierlichen Übergabe von 20 Schädeln aus anthropologischen Sammlungen der Charité an die Regierung von Namibia kam es zu heftigen Protesten von Aktivisten und Sympathisanten der betroffenen Ethnien, weshalb Staatsministerin Cornelia Pieper die Veranstaltung vorzeitig verließ. Die Schädel stammten von Angehörigen der Volksgruppen der Nama und Herero aus der ehemaligen deutschen Kolonie Deutsch-Südwestafrika.
Im Rahmen eines DFG-geförderten Forschungsprojekts zur Klärung der Herkunft anthropologischer Sammlungsobjekte, das u. a. Schnalke 2010–2013 leitete, konnte nachgewiesen werden, dass die zurückgegebenen Schädel aus dem Kolonialkrieg, den die so genannten deutschen Schutztruppen von 1904 bis 1907 gegen Nama und Herero führten, und somit aus einem Unrechtskontext stammten. Bemühungen von Aktivisten, die kriegerischen Auseinandersetzungen von deutscher Seite als Völkermord anzuerkennen, wurden von Deutschland offiziell nicht geteilt, da von Seiten Namibias Reparationsforderungen befürchtet werden.

## Veröffentlichungen (Auswahl)
- Asklepios – Heilgott und Heilkult, zusammen mit Claudia Wiesemann, Fachbuch-Verlagsgesellschaft, Erlangen 1990.
- Natur im Bild. Anatomie und Botanik in der Sammlung des Nürnberger Arztes Christoph Jacob Trew, Universitäts-Bibliothek Nürnberg-Erlangen, Erlangen 1995, ISBN 3-930357-07-0.
- Medizin im Brief: Der städtische Arzt des 18. Jahrhunderts im Spiegel seiner Korrespondenz, Franz Steiner Verlag, Stuttgart 1997.
- Die Grenzen des Anderen. Medizingeschichte aus postmoderner Sicht, zusammen mit Claudia Wiesemann, Böhlau, Köln 1998, ISBN 3-412-10497-3.
- Auf Leben und Tod: Zur Diskussion um die Ausstellung "Körperwelten", herausgegeben mit Renate Graf und Gottfried Bogusch, Steinkopff, Darmstadt 2003, ISBN 3-7985-1424-0.
- Sammeln, Erforschen, Zurückgeben? Menschliche Gebeine aus der Kolonialzeit in akademischen und musealen Sammlungen, herausgegeben mit Holger Stoecker und Andreas Winkelmann, Ch. Links Verlag, Berlin 2013, ISBN 978-3-86153-745-8.

## Ausstellungsbeteiligungen (Auswahl)
- 2002: Virchows Zellen. Zeugnisse eines engagierten Gelehrtenlebens in Berlin
- 2009/2010: Weltwissen. 300 Jahre Wissenschaften in Berlin (Martin-Gropius-Bau Berlin)
- 2009: Vom Tatort ins Labor – Rechtsmediziner decken auf
- 2009/2010: goldgefüllt und perlengleich – 300 Jahre Zahnheilkunde in Berlin
- 2010/2011: Charité. 300 Jahre Medizin in Berlin
- 2010/2011: jenseits des menschen. Interventionen von Reiner Maria Matysik, in Kooperation mit der Berlin-Brandenburgischen Akademie der Wissenschaften (17. September 2010 bis 9. Januar 2011)
- 2011/2012: Who cares? Geschichte und Alltag der Krankenpflege
- 2012: Ilana Halperin. Steine – Eine Ausstellung mit Werken von Ilana Halperin am Schnittpunkt zwischen Kunst, Medizin und Geologie, in Zusammenarbeit mit der Schering Stiftung
- 2012/2013: Visite im Depot.
- 2017: Charité – Die Serie., anlässlich der Serie Charité (3. März bis 14. Mai 2017)
- 2016/2018: Hieb & Stich. Dem Verbrechen auf der Spur.